# 카스타냐초

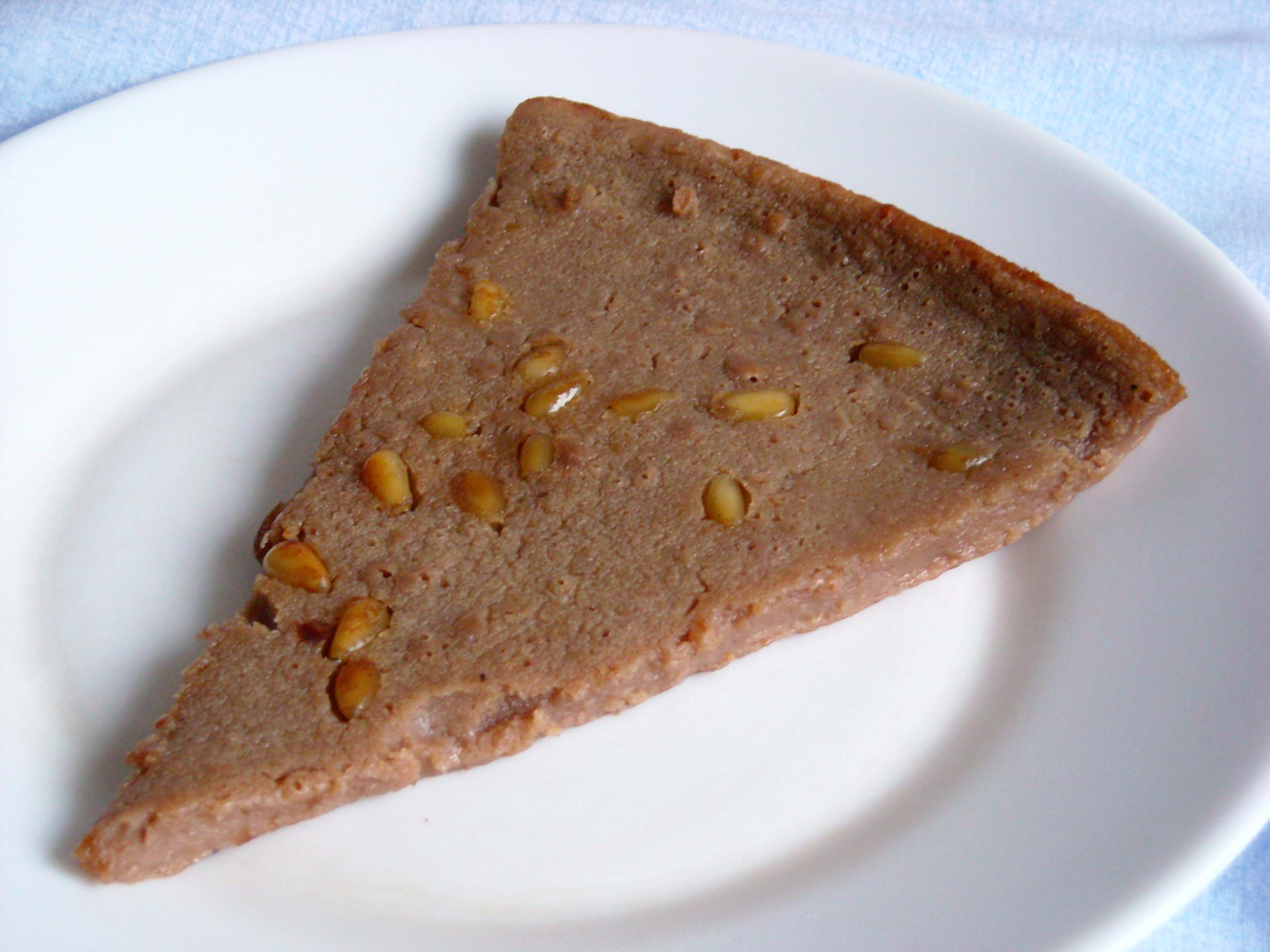
리구리아식 카스타냐초

카스타냐초(이탈리아어: Castagnaccio)는 이탈리아 토스카나주의 전통 파이이다. 가을과 겨울에 만들며 밤(Castagna)을 많이 쓰는데 이 지역에서 많은 양이 생산되기 때문으로 자연히 맛이 많이 달지는 않다. 물과 기름, 밤이 있으면 되는데 위에는 오렌지 제스트, 로즈마리 등을 올리기도 한다. 재료에 따라 다양한 종류가 존재한다. 간단한 재료만으로 만들 수 있는 파이라서 과거에는 평민들이 널리 즐겨 먹는 평범한 음식이었으나 다양한 재료로 조리하면서 고급화되었다.
토스카나 주 외에도 에밀리아로마냐주, 피에몬테주, 리구리아주 등지에서도 널리 찾아볼 수 있는 파이이다. 팬에 빵을 구워서 만들기 때문에 매우 딱딱해 보이지만 호두파이처럼 부드러운 편이다.
카스타냐초에 대해 처음으로 언급한 것은 오르텐시오 란디가 1553년 출판한 Commentario delle più notabili et mostruose cose d'Italia e di altri luoghi이며 이 파이를 처음 만든 사람을 필라드 다 루카라 밝히고 있다. 이에 따라 처음으로 만들기 시작한 지역이 루카 지역임을 추론할 수 있다.
밤 채집이 끝나는 가을부터는 이탈리아 내부의 여러 도시에서 열리는 축제 때 카스타냐초가 매우 흔히 나타난다.

## 같이 보기
- 부첼라토
- 부디노
- 티라미수